# Paul McGann
Paul John McGann (Liverpool, 14 november 1959) is een Engels acteur. Hij werd genomineerd voor een BAFTA TV Award voor zijn rol in de miniserie The Monocled Mutineer (1986) en voor een Saturn Award voor die als het titelpersonage in de televisiefilm Doctor Who (1996). Daarin was hij de achtste versie van The Doctor. Hij nam in 2013 voor twee dagen de rol terug op zich voor een 6-minuten durende prequel van de 50-jaar Doctor Who special.
McGann deed vijf jaar acteerervaring op in televisieseries en -films voordat hij in 1987 debuteerde op het witte doek, als Marwood in de Britse komedie Withnail & I. Sindsdien was hij te zien in meer dan twintig filmrollen. Met televisiefilms erbij loopt dat aantal op tot boven de 45 titels. McGann speelde in de laatstgenoemde categorie onder meer vier keer William Bush in evenzoveel Hornblower-films. Zijn rollen in andere televisieproducties bestaan voornamelijk uit die in Britse, niet zelden historische, miniseries.
McGann trouwde in 1992 met Annie Milner, met wie hij twee kinderen kreeg. Zijn oudere broer Joe en jongere broers Mark en Stephen zijn eveneens acteurs met ieder meer dan twintig televisie- en filmrollen achter hun naam.

## Filmografie
*Exclusief televisiefilms
| - Lesbian Vampire Killers (2009) - Voice from Afar (2007) - Always Crashing in the Same Car (2007) - Poppies (2006) - Gypo (2005) - Naked in London (2005) - Y Mabinogi (2003, aka Otherworld - stem Engelstalige versie) - Listening (2003) - Queen of the Damned (2002) - My Kingdom (2001) - Mother Me Daughter (2001) - The Dance of Shiva (1998) - Downtime (1997) | - FairyTale: A True Story (1997) - The Three Musketeers (1993) - Alien³ (1992) - Afraid of the Dark (1991) - The Monk (1990) - Paper Mask (1990) - Dealers (1989) - The Rainbow (1989) - Tree of Hands (1989) - Rehovot Ha'Etmol (1989, aka Streets of Yesterday) - Empire of the Sun (1987) - Withnail & I (1987) |

## Televisieseries
*Exclusief eenmalige gastrollen
- Luther - Mark North (2010-2011, negen afleveringen)
- True Dare Kiss - Nash McKinnon (2007, zes afleveringen)
- Tripping Over - Jeremy (2006, zes afleveringen)
- Hornblower - Luitenant William Bush (2001-2003, 4 afleveringen: Mutiny, Retribution, Loyalty, Duty)
- Our Mutual Friend - Eugene Wrayburn (1998, vier afleveringen)
- The Hanging Gale - Liam Phelan (1995, vier afleveringen)
- Nice Town - Joe Thompson (1992, drie afleveringen)
- The Monocled Mutineer - Percy Toplis (1986, twee afleveringen)

- Bibsys: 99046813
- Bibliothèque nationale de France: cb14020247b (data)
- Gemeinsame Normdatei: 1023971275
- International Standard Name Identifier: 0000 0001 1472 9925
- Library of Congress Control Number: no99055981
- MusicBrainz: c2f923ca-e762-4082-86e5-318161861827
- Nationale Bibliotheek van Tsjechië: pna2009525738
- Nationale Bibliotheek van Israël: 987007437034005171
- Nederlandse Thesaurus van Auteursnamen: 090582845
- Système universitaire de documentation: 162184395
- Virtual International Authority File: 56248858
- WorldCat: E39PBJqK6P6GxCFQcxfGhPDQbd